# Southeast Park Avenue megállóhely
Southeast Park Avenue megállóhely a Metropolitan Area Express narancssárga vonalának déli végállomása, valamint a TriMet autóbuszainak megállója az Oregon állambeli Oak Grove-ban.
A délnyugati Park sugárúton elhelyezkedő megállóhoz tartozik egy 401 férőhelyes P+R parkoló, valamint a megállótól délre egy parkolóházat is építettek volna. Az állomáson elhelyezték a „To Grandmother’s House” fantázianevű műalkotást, amely az építés során kivágott 75 éves tölgyből készült, az alakzat egy ölében nyulat tartó, idős nőalakot ábrázol; továbbá felállították volna a „Rebirth” nevű szarvast, de ez utóbbi a kritikák miatt nem készült el.
A Hop Fastpass elektronikus jegyrendszer kiépítésének keretében itt és a szomszédos Southeast Bybee Boulevard megállóhelyen beléptetőkapukat szereltek volna fel.
2022. augusztus 5-én egy vonat az ütközőbaknak futott, és a peront megrongálta. A balesetben a járművezető és kettő utas megsérült.

## Autóbuszok
- 33 – McLoughlin/King Rd (Clackamas Community College◄►Clackamas Town Center Transit Center)[9]
- 99 – Macadam/McLoughlin (Pioneer Square◄►Clackamas Community College Park & Ride)[10]

| Előző állomás |  | Metropolitan Area Express |  | Következő állomás                          |
| ------------- |  | ------------------------- |  | ------------------------------------------ |
| végállomás    |  | Narancssárga vonal        |  | Milwaukie/Main Sttovább Union Station felé |

## Fordítás
- Ez a szócikk részben vagy egészben  a   Southeast Park Avenue MAX Station című angol Wikipédia-szócikk ezen változatának fordításán alapul.  Az eredeti cikk szerkesztőit annak laptörténete sorolja fel. Ez a jelzés csupán a megfogalmazás eredetét és a szerzői jogokat jelzi, nem szolgál a cikkben szereplő információk forrásmegjelöléseként.